# Escapulario

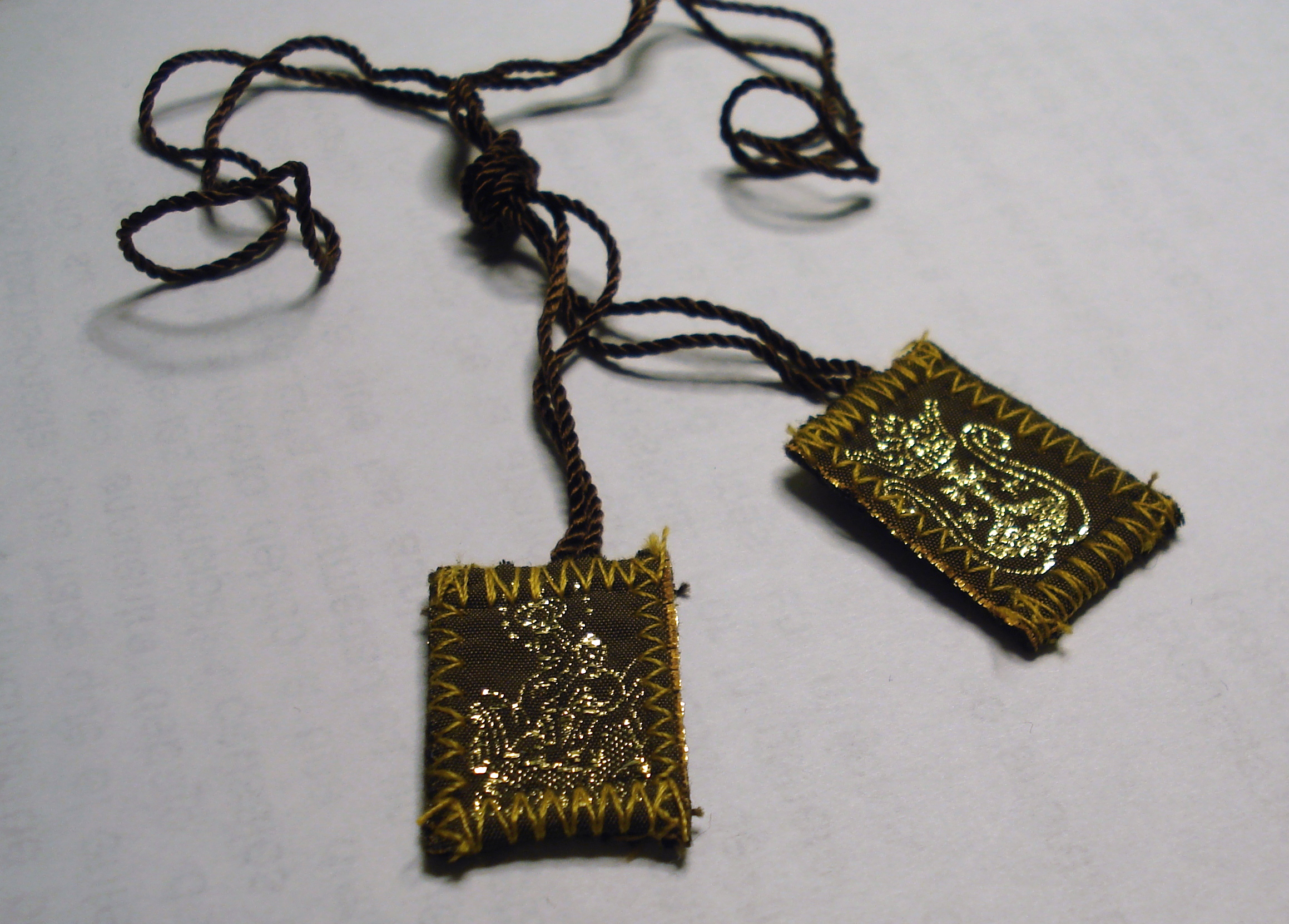
Escapulario devocional

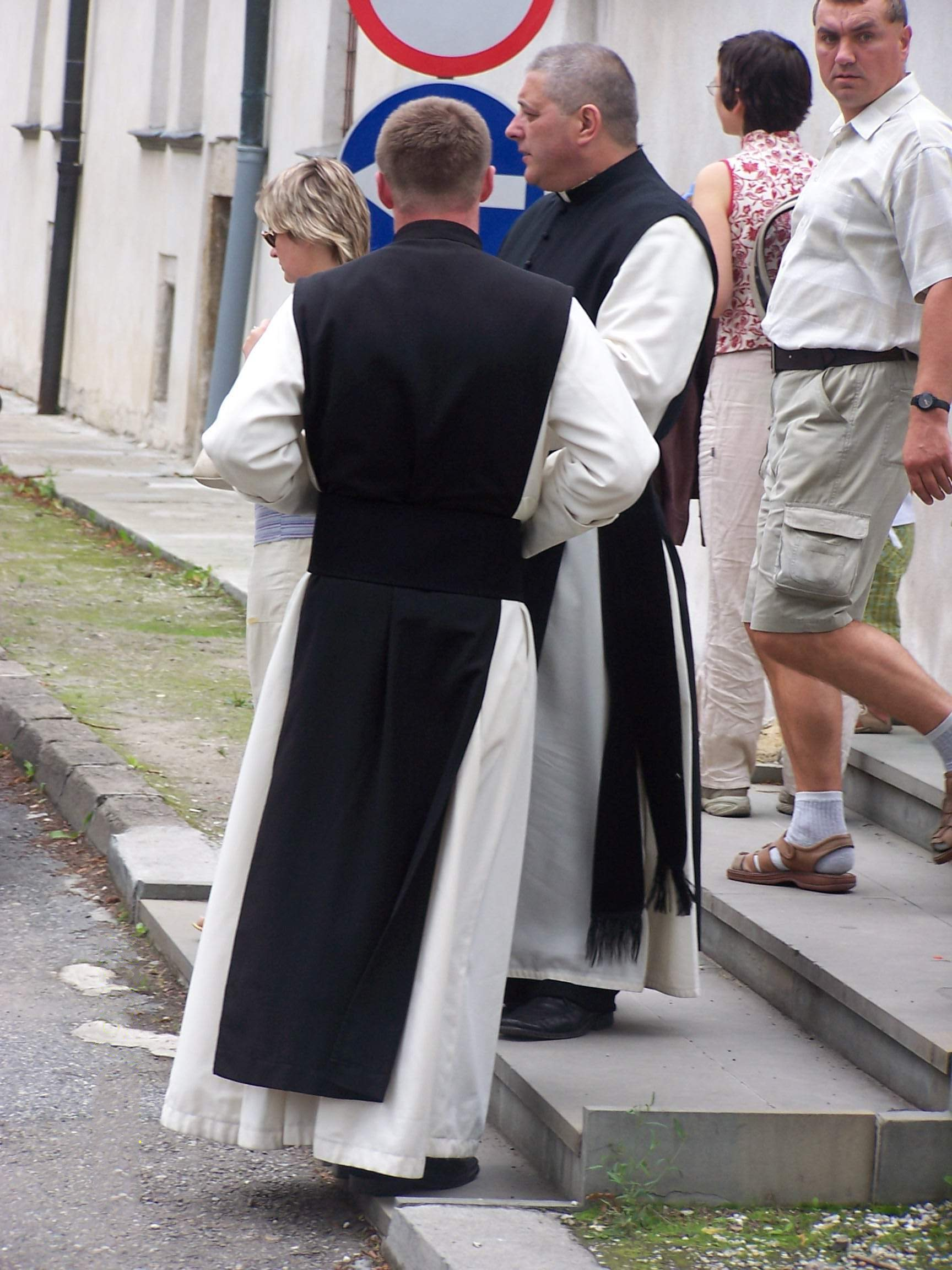
Escapulario monacal

Por escapulario (del latín scapula, hombro, espalda, y -ario, relación o pertenencia) se puede entender dos piezas asociadas a la Iglesia católica: una pieza de la vestimenta monacal o una pieza de devoción.
El escapulario monacal es una pieza de tela parte del hábito de algunas congregaciones religiosas católicas, masculinas y femeninas (carmelitas, trinitarios, mercedarios, dominicos, etc). Consiste en una tira con una abertura por donde se mete la cabeza y que cuelga sobre el pecho y la espalda, pendiente de los hombros (en latín, scapula). Es parte del traje de faena usado por los monjes benedictinos, entre otros, y es símbolo del yugo de Cristo.
El escapulario devocional se deriva del escapulario monacal pero es mucho más pequeño: son dos piezas de género unidas por dos largas bandas o cordones.

## Tipos de escapularios
Los más conocidos son el de la Virgen del Carmen, de la Virgen de la Merced, de la Pasión, de la Inmaculada Concepción, de la Santísima Trinidad, de Nuestra Señora de los Dolores, y de José de Nazaret, hasta el momento, dieciocho escapularios han sido aprobados e indulgenciados por la Iglesia, pues pretenden recordar a quienes llevan los deberes e ideales de la orden correspondiente.

## Promesas vinculadas al Escapulario del Carmen
En algunos casos, el uso del escapulario se acompaña de promesas como la protección de la condena eterna o algunos otros privilegios. Esas promesas se dan en un cuadro de revelaciones personales a miembros de la orden a partir de visiones. El catolicismo como enseñanza oficial deja la libertad a las personas de compartir o no los mensajes de aquellas visiones.
Podría ser que algunos interpreten aquellas promesas en sentido del uso de los escapularios como talismanes, lo que no corresponde a la enseñanza oficial.
El más difundido de entre todos los escapularios es el de la Virgen del Carmen, que cuenta con el llamado privilegio sabatino: existe la tradición de que la Virgen, a los que mueran con el Santo Escapulario y expían en el Purgatorio sus culpas, con su intercesión hará que alcancen la patria celestial lo antes posible, o, a más tardar, el sábado siguiente a su muerte. 
Está autorizado el uso de una medalla en lugar del escapulario del Carmen, con tal de que por un lado lleve la imagen del Sagrado Corazón de Jesús y por el otro una de la Santísima Virgen: La imposición debe realizarse con Escapulario de tela. A pesar de ello, el mismo Pío X, al conceder esta dispensa, recomendó el uso del Escapulario de tela.[cita requerida] Este es más simbólico, por ser una expresión abreviada del hábito del Carmen.

## Indulgencia
El Enchiridion Indulgentiarum de 2004 concede la indulgencia parcial a los fieles de Cristo que utilizan un crucifijo o cruz, una corona, un escapulario, una medalla bendecida por un Sacerdote.

## En la cultura popular

### Cine
- El escapulario, película mexicana de 1968.